# Xenopsylla aequisetosa
Xenopsylla aequisetosa är en loppart som först beskrevs av Günther Enderlein 1901.  Xenopsylla aequisetosa ingår i släktet Xenopsylla och familjen husloppor. Inga underarter finns listade i Catalogue of Life.